# Delta3 Canis Minoris
Título a ser usado para criar uma ligação interna é Delta3 Canis Minoris.
Delta3 Canis Minoris (9 Canis Minoris) é uma estrela na direção da constelação de Canis Minor. Possui uma ascensão reta de 07h 34m 15.89s e uma declinação de +03° 22′ 18.3″. Sua magnitude aparente é igual a 5.83. Considerando sua distância de 676 anos-luz em relação à Terra, sua magnitude absoluta é igual a −0.75. Pertence à classe espectral A0Vnn.